# Francesco Costantino
Francesco Costantino (Bari, 20 de septiembre de 1972) es un deportista italiano que compitió en lucha grecorromana. Ganó una medalla de bronce en el Campeonato Europeo de Lucha de 1996, en la categoría de 48 kg.

## Palmarés internacional
| Campeonato Europeo | Campeonato Europeo | Campeonato Europeo | Campeonato Europeo |
| Año                | Lugar              | Medalla            | Categoría          |
| ------------------ | ------------------ | ------------------ | ------------------ |
| 1996               | Budapest (Hungría) | Medalla de bronce  | 48 kg              |